# 쩌우스밍
쩌우스밍(중국어 간체자: 邹市明, 정체자: 鄒市明, 병음: Zōu Shìmíng, 한자음: 추시명, 1981년 5월 18일~)은 중화인민공화국의 전직 권투 선수로 중국 국가대표 선수와 프로 선수로서의 활약을 바탕으로 중국 권투 역사상 최고의 선수로 간주된다. 그는 중국 국가대표 선수로서 올림픽에서 금메달 2개를 포함하여 메달 3개를 획득했으며, 세계 선수권 대회에서 3회 우승을 차지했다. 이후 2013년에 프로 선수로 전향했으며 2014년 WBO 인터내셔널 플라이급 챔피언에 올랐다. 2015년에 밀란 멜린도에게 패하여 타이틀을 잃었으나 2016년에 다시 되찾았으며 같은 해에 후안 프란시스코 에스트라다를 꺾고 WBO 플라이급 챔피언에 올랐다.